# تشارلز إس. هاميلتون
تشارلز إس. هاميلتون (بالإنجليزية: Charles S. Hamilton)‏ هو ضابط أمريكي، ولد في عقد 1950.